# Rosas (Cauca)
Rosas es un municipio colombiano ubicado en el centro del departamento del Cauca.

## Toponimia
El municipio lleva su nombre por el general Avelino Rosas, militar liberal radical, que se había levantado contra el gobierno del presidente Rafael Núñez, y que combatió junto a Antonio Maceo en la Guerra de Independencia cubana contra el dominio español. Alcanzó el grado de brigadier general del Ejército Libertador de Cuba. Anteriormente, llevó el nombre de "Dolores".

## Geografía

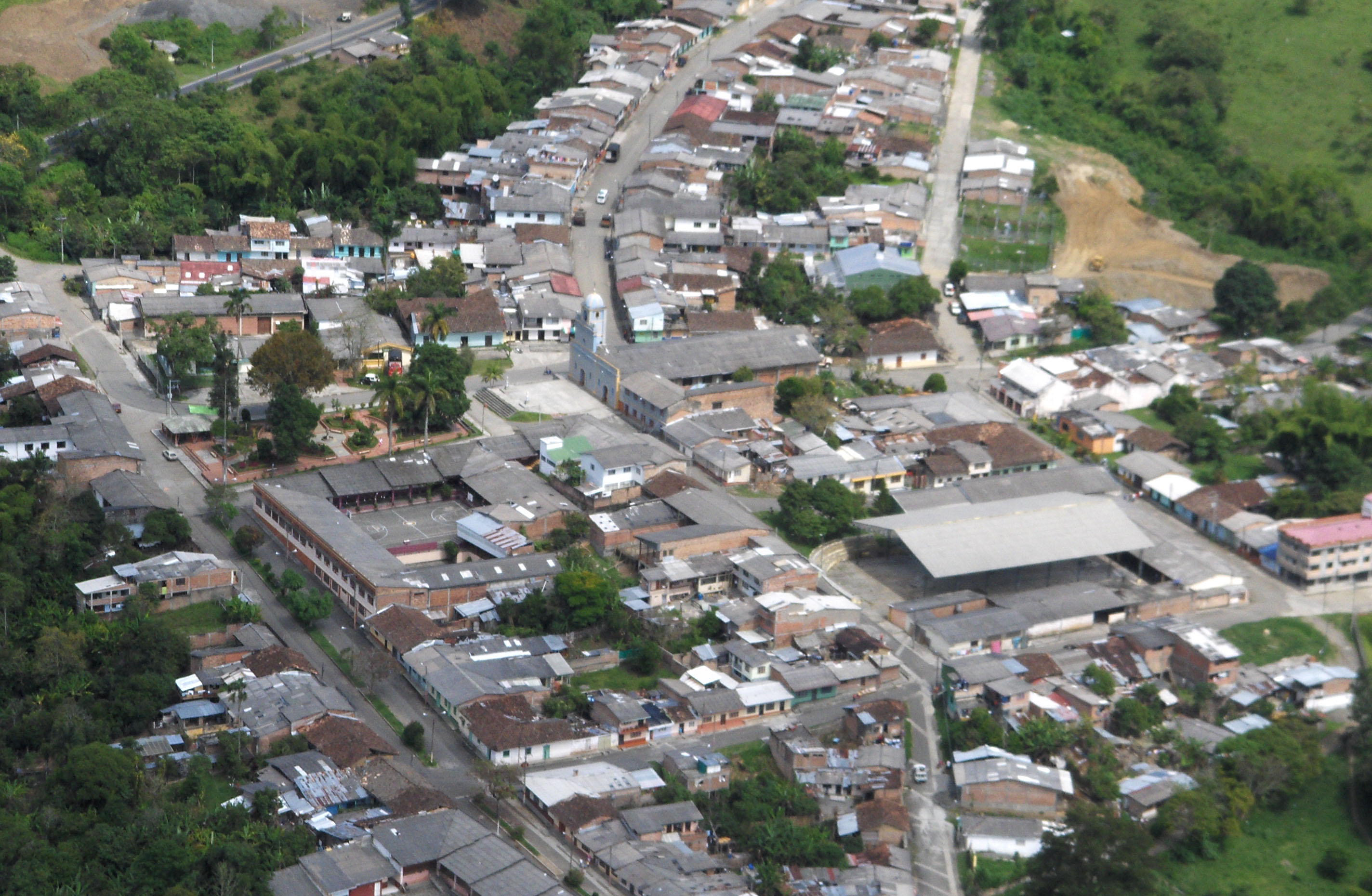
Vista aérea de Rosas.

Rosas se encuentra en la parte centro oriental del Departamento del Cauca y al suroccidente de Colombia, en una latitud N de 2º15´2´´ y 2º20´15´´  y Longitud Occidental de 76º36´32´´ y 76º50´40´´, su extensión es de 42 091 km2, la altura sobre el nivel del mar es de 1900 m, su temperatura media es de 19 °C y está a 41 km de Popayán la capital del Cauca.

### Límites
Por la parte norte limita con el municipio de Timbio, al sur con el de la Sierra, asimismo al nororiente está el municipio de Sotará, y al occidente con el del Tambo.

## División Político-Administrativa
Además de su Cabecera municipal. Rosas tiene bajo su jurisdicción los siguientes Centros poblados:
- Cefiro
- Párraga
- Sauce

## Historia
Rosas fue fundado el 24 de abril de 1844 por el teniente Mauricio Martínez, y el capitán Juan Noguera quien redactó el documento por el cual se delimitaba lo que se llamaba en ese entonces como pueblo de la Horqueta, el antiguo nombre que recibía la actual población de Rosas.

## Hidrografía
Cuenta con la subcuenca del río Quilcace y la microcuenca del río Esmita; estas corrientes desembocan en el Patía. Cuenta con tres cerros importantes, que son fuente de abastecimiento de agua para las veredas del Suroccidente del municipio como del nororiente del Municipio de El Tambo

## Economía
Producción agrícola en productos como la caña panelera, el café y el plátano, actualmente se explota la producción ganadera tanto para cárnicos como lácteos

## Carreteras
Aledaña al pueblo pasa la Vía Panamericana, igualmente posee otras vías que llevan hacia las veredas del Ramal, Gualoto, Lomabajo y otra vía principal que conduce al Macizo Colombiano.

## Servicios públicos
- Energía Eléctrica: Compañía Energética de Occidente, es la empresa prestadora del servicio de energía eléctrica.
- Gas Natural: Alcanos de Colombia, es la empresa distribuidora y comercializadora de gas natural en el municipio.